# 東京ランドスケープ研究所
株式会社東京ランドスケープ研究所（TOKYO LANDSCAPE ARCHITECTS, INC.）は、日本のランドスケープコンサルティング会社。造園コンサルタントであるが、建設業の制作事務所（東京都知事登録（特-29）第147656号）造園請負工事業も行っている。
法人設立は1968年（昭和43年）6月11日。
本社は東京都渋谷区本町。また茨城、神奈川、四国（愛媛県松山市）埼玉に事務所がある。この他運営共同事業体（指定管理者）の一員として、茅ヶ崎市柳島キャンプ場運営管理なども。

## 沿革
1963年、小林治人がLA企画制作事務所を立ち上げる。1968年、東京ランドスケープ研究所を設立登記。

## 主な業績
- お台場海浜公園（1990年）[2]
- 淡路景観園芸学校（2001年）[3]
- 丸亀市民広場（1977年）[4]
- 南長野運動公園（1998年）[5]
- 国際科学技術博覧会会場他（1985年）[6]
- 砂沼サンビーチ(1979年、茨城県)[7]
- 調査研究報告 歩行者空間"77――多摩N.T.5･6住区緑化実態･利用実態調査[8]
- 神奈川県横須賀市追浜地区協働型地域づくりファシリテーター（2000年）[9]
- 藤枝総合運動公園陸上競技場（2002年）[10]
- 座間谷戸山公園（1998年）[11]

### 主な表彰業務
以下、主な表彰業務一覧より。
- 肥後細川庭園|平成29年度、(一社)ランドスケープコンサルタンツ協会賞　優秀賞設計部門
- 「桜源郷」桜川市景観まちづくりマスタープランおよびリーフレット作成(茨城県)｜平成25年度、(一社)ランドスケープコンサルタンツ協会賞　優秀賞調査・計画部門
- エジプト・アラブ共和国「東京庭園」修復工事監理業務｜平成22年度、東京都建設局長賞
- 鷹取川ゆめプランワークショップ(横須賀市)｜平成13年度、Nation in Bloom 2001(アメリカ)度、最優秀賞、平成12年度、ふるさとづくり振興奨励賞(財)あしたの日本を創る協会、
- 東京都野山北・六道山公園[あそびの森](東京都)｜平成12年度、第16回都市公園コンク－ル　建設省都市局長賞設計部門
- ぼうさいの森公園(神奈川県)｜平成12年度、第16回都市公園コンク－ル 日本公園緑地協会長賞設計部門
- 熊本県民総合運動公園シンボル広場(熊本県)｜平成11年度、Lighting Selection’99 景観照明感謝賞優秀賞公園・広場照明部門
- フォレストエリア実施設計業務｜平成 9年度、建設省関東地方建設局長賞設計部門
- 土佐西南大規模公園オートキャンプ場とまろっと(高知県)｜平成 6年度、SKIPグランプリ’94建設省四国地方建設局SKIP推進協議会度、きらめき創造大賞準グランプリ
- 中荻野総合運動公園(神奈川県)｜平成 5年度、第9回都市公園コンクール　建設省都市局長賞設計部門
- 百目木公園プール広場(千葉県)｜平成 4年度、第8回都市公園コンクール　日本公園緑地協会会長賞設計部門
- 勾当台公園(宮城県)｜平成 2年度、第6回都市公園コンクール　建設大臣賞設計部門
- グランモール公園(神奈川県)｜平成 2年度、第6回都市公園コンクール　日本公園緑地協会会長賞設計部門
- 板橋区立水車公園(東京都)｜平成 2年度、第6回都市公園コンクール　建設省都市局長賞設計部門
- 東京都立武蔵野中央公園(東京都)｜平成 元年度、第5回都市公園コンクール建設事務次官賞設計部門
- 光が丘ＮＴ四季の香公園(東京都)昭和62年度、第3回都市公園コンクール　建設大臣賞設計部門

### 文献資料
- 上原敬二賞受賞者に聞く : 小林治人先生 (人物インタビュー・第27回上原敬二賞受賞者)　ランドスケープ研究 73(4), 354-357, 2010年2月号